# Baschir al-Azma

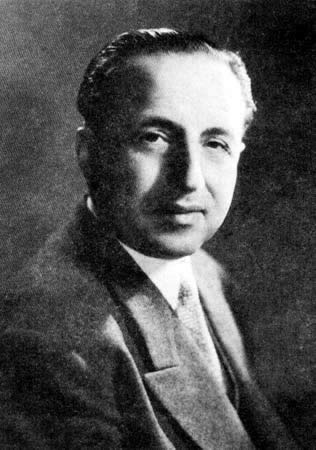
Baschir al-Azma

Ahmed Baschir al-Azma (arabisch بشير العظمة, DMG Bašīr al-ʿAẓma; * 1919 in Damaskus, Vilâyet Syrien; † 1992 in Damaskus) war ein syrischer Arzt und Politiker. Er war vom 16. April bis zum 14. September 1962 Ministerpräsident der Syrischen Republik sowie Gesundheitsminister der Vereinigten Arabischen Republik.

## Leben
Der Sunnit Azma wurde in Damaskus geboren und ist dort aufgewachsen.
Al-Azma studierte Medizin an der Universität Damaskus. Seine weitere ärztliche Ausbildungszeit absolvierte er in Paris. Al-Azma wurde im Lauf seiner Karriere Hochschullehrer an seiner Alma Mater. 1958 wurde er von Gamal Abdel Nasser zum Gesundheitsminister der Vereinigten Arabischen Republik berufen. Er wurde jedoch ein prominenter Kritiker Nassers und der Union, der er vorwarf die Idee des arabischen Nationalismus durch Autoritarismus und Unterdrückung demokratischer Prozesse zu pervertieren.
Am 16. März 1962 wurde er von Präsident Nazim al-Qudsi zum Premierminister berufen. Dabei sollte al-Azma die am Putsch gegen die Vereinigte Arabische Republik beteiligten Offiziere zufriedenstellen und den Einfluss der Nasseristen zurückdrängen. Al-Azma propagierte die Verfassung von 1950 wiederherzustellen und entließ zahlreiche Nasser-Unterstützer aus öffentlichen Ämtern. Sein Kabinett enthielt jedoch auch zwei Minister der sozialistischen Baathpartei. Al-Azma legte sein Amt nach rund sechs Monaten nieder. Er blieb jedoch in Regierungskreisen präsent und diente als Berater für Ministerpräsident Chalid al-Azm.
Baschir al-Azma war einer von mehreren Ministerpräsidenten, die Syrien aus dem Ost-West-Konflikt heraushalten wollten. Am 22. April 1962 erklärte Azma auf Radio Damaskus, dass Syriens Außenpolitik auf Grundlage der Prinzipien von Neutralität und Blockfreiheit mit Militärblöcken, Nichtbeteiligung im Kalten Krieg und dem Respekt gegenüber den Prinzipien der UN-Charta fortgesetzt würde.
Nach dem Militärputsch 1963 und der Machtübernahme der Baathpartei wurde al-Azma aus allen politischen Ämtern entlassen. Der Revolutionäre Kommandorat verbot ihm durch Entziehung der Bürgerrechte jede weitere politische Tätigkeit. Baschir al-Azma war weiterhin in Syrien als Arzt tätig. 1991 veröffentlichte er seine Memoiren unter dem Titel Die Generation der Niederlage zwischen Union und Sezession.